# Le Tabouret de la Gelmerhütte
Pour les articles homonymes, voir Tabouret.

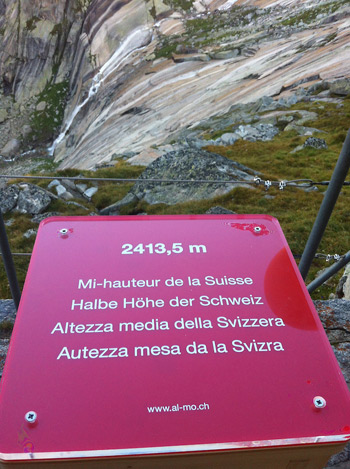
Le dessus du tabouret.

Le Tabouret de la Gelmerhütte (s'Tabouret vo de Gelmerhütte, en suisse allemand) est une œuvre créée en 2013 par l’artiste suisse Alain Monney, consistant en un tabouret sur lequel le visiteur se trouve assis à mi-hauteur de la Suisse.

## Description
« La moitié est parfois plus grande que le tout. » Se fiant à ces mots d’Hésiode (VIIIe siècle av. J.-C.), Alain Monney a cherché à créer un point de rencontre à mi-hauteur de la Suisse.

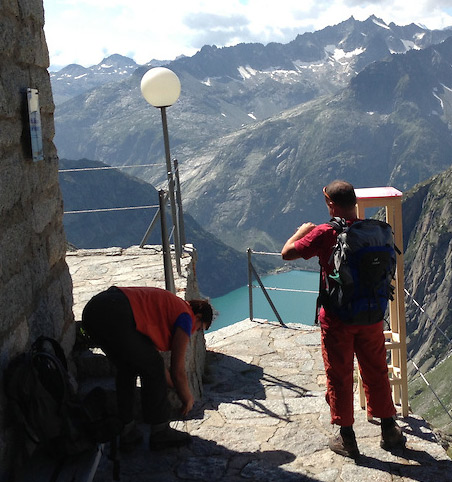
La mi-hauteur de la Suisse est écrite sur le dessus du tabouret dans les quatre langues nationales.

Située entre le point le plus bas (le lac Majeur, 193 m) et le point le plus élevé (la pointe Dufour, 4 634 m), cette mi-hauteur se trouve exactement à 2 413,5 mètres d’altitude. 
La seule habitation existante se rapprochant le plus de cette altitude est une cabane du Club alpin suisse : la Gelmerhütte, dans les Alpes bernoises. Cette cabane est située à 2 412 mètres, soit un mètre cinquante en dessous de l’altitude recherchée.
Avec ses 150 centimètres de hauteur, le Tabouret de la Gelmerhütte procure le mètre cinquante manquant pour permettre aux visiteurs de la cabane de s’asseoir exactement à mi-hauteur de la Suisse. Depuis le 15 août 2013, ce tabouret très particulier fait partie intégrante du mobilier de la cabane.
Un film de Béatrice Mohr, réalisé pour l’émission Passe-moi les jumelles de la Radio télévision suisse, rend compte des péripéties rencontrées lors de la conception, de la fabrication et de la livraison du tabouret à la Gelmerhütte en août 2013.